# Skeleton
Skeleton är en vintersport där den utförande ligger på magen på en kälke och åker nedför en isbana. Under tävlingen kan deltagarna uppnå en hastighet av upp till 150 km/h. 1928 och 1948, båda gångerna när olympiska vinterspelen hölls i Sankt Moritz i Schweiz, var skeleton med i programmet. Sedan 2002 tillhör denna idrott åter de olympiska vinterspelen.
Kälken är byggd av en stålplatta som vilar på två stålmedar. Ovanpå plattan finns en formgjuten ovandel som är vadderad av bekvämlighetsskäl och har två handtag som används vid frånskjutet i starten. I de fyra hörnen finns kuddar som tjänar som stötfångare. Avståndet mellan medarna är mellan 34 och 38 cm och själva kälken är mellan 80 och 120 cm lång med en höjd på mellan 8 och 20 cm. Slädens vikt inklusive åkare får för herrar inte överstiga 115 kg, för damer 92 kg. Då ett tyngre ekipage går snabbare, är det tillåtet att lägga på extra vikter upp till maxvikten.
Ett skeletonåk inleds med att åkaren springer igång kälken under en sträcka på mellan 15 och 40 m innan åkaren dyker på kälken och inleder åket. Kälken styrs genom att flytta tyngdpunkten på kälken, millimeterprecision krävs, samtidigt som åkaren ska hantera krafter på upp till 5 g i vissa kurvor.
Skeleton är idag den snabbast växande av alla kälksporterna och sporten har utvecklats och vuxit kraftigt sedan den återkom i olympiska sammanhang.

## Etymologi
Det finns två förklaringar till namnet på sporten. Den ena handlar om kälken, som ursprungligen var en ren ramkonstruktion, som ett skelett. Den andra handlar om att norskans kjaelke genom en misslyckad anglifiering blev skele.

## Svenska åkare
- Leslie Stratton
- Lovisa Ewald[3]
- Paulina Ewald